# 3372 Bratijchuk
3372 Bratijchuk eller 1976 SP4 är en asteroid i huvudbältet som upptäcktes den 24 september 1976 av den rysk-sovjetiske astronomen Nikolaj Tjernych vid Krims astrofysiska observatorium på Krim. Den har fått sitt namn efter den ukrainska astronomen Motrja Bratiychuk.
Asteroiden har en diameter på ungefär 21 kilometer.